# 刘悛
刘悛（438年—498年），字士操，彭城郡彭城縣安上里人（今江苏徐州市銅山區）。本名忱，因宋明帝以其二字反切音同「臨讎」而改名。南朝宋守尚書右僕射、贈司空刘勔之子。劉悛歷仕兩朝，在宋官至廣州刺史，在齊官至五兵尚書，更得齊武帝及齊明帝恩遇，其家亦與蕭齊皇室屢結婚姻。

## 生平
劉悛初任南徐州刺史劉延孫的從事。大明三年（459年），劉悛隨父親劉勔前往廣陵（今江蘇揚州市）討伐竟陵王劉誕，戰後因功而拜駙馬都尉。宋後廢帝年間，轉任安西將軍、寧蠻校尉宗慤的寧蠻府主簿。宋明帝即位後，任建安王劉休仁的司徒騎兵參軍。當時全國大部分州郡都支持宋明帝侄、孝武帝第三子晉安王劉子勛為帝，宋明帝只得出兵與其爭奪帝位，劉悛又跟著父親前往壽陽（今安徽壽縣）進攻支持子勛的豫州刺史殷琰。事後又歷任員外郎、太尉司徒二府參軍及尚書庫部郎。後因北魏南侵，劉悛假寧朔將軍隨父抗擊，並獲封鄱陽縣侯世子。後先後轉任桂陽王劉休範的征北中兵參軍及通直散騎侍郎。
後劉悛外任安遠護軍、武陵內史，其時他下令修治武陵郡中一道日久失修的古河堤，但未及修好江水就上漲了，湧來的江水嚇得人們立即逃命，劉悛此時卻親身去激勵眾人繼續趕工，最終還是成功修復了。劉悛在郡憑著自己精明能幹、善於處世及了解當地習俗風尚的能力而很得人心，不但年過百處的蠻王田僮特意去拜訪他，而在泰豫元年（472年）他請求為宋明帝奔喪而獲准帶郡還都時武陵官民竟有數千人前往送行，劉悛亦與眾人拉手哭別，而百姓亦送了大批財物給他。
劉悛回建康後轉任散騎侍郎，至元徽二年（474年）桂陽王劉休範起兵進襲建康時加寧朔將軍，助守石頭城。劉勔在抵抗中戰死，劉悛離職服喪。喪期過後，劉悛先任中書郎，後轉南陽王劉翽的南中郎司馬、長沙內史、行湘州事。昇明元年（477年），沈攸之起兵反對蕭道成執政，劉悛其時已向蕭道成獻誠效忠，遂獲蕭道成控制的朝廷加輔國將軍。後轉黃門郎、行吳郡事；再轉晉熙王劉燮的撫軍中軍二府長史，行揚州事。昇明二年三月庚戌日（478年4月20日），外任為持節督廣州軍事、廣州刺史。又承襲父爵鄱陽縣侯。
建元元年（479年），蕭道成篡宋建齊，鄱陽縣侯的封爵遭削除，但劉悛獲進號冠軍將軍。後轉太子中庶子、領越騎校尉。建元四年（482年），蕭道成去世，齊武帝蕭賾即位，讓劉悛以太子中庶子改領前軍將軍。永明元年（483年）竟陵王蕭子良外任南兗州刺史，以劉悛為其征北長史，加冠軍將軍、廣陵太守。永明二年轉持節、都督司州諸軍事、冠軍將軍、司州刺史。後轉長兼侍中，再以冠軍將軍任司徒左長史，不久又以本官行北兗州臨淮諸軍事。
後以冠軍將軍轉任始興王蕭鑑的前軍長史、平蠻校尉、蜀郡太守，行益州府州事。永明七年（489年）因蕭子文封蜀郡王而改稱蜀郡內史。永明八年（490年）蕭鑑進號安西將軍，劉悛隨府轉安西長史。永明九年（491年），蕭鑑還都，劉悛接替蕭鑑任持節監益寧二州諸軍事、冠軍將軍、益州刺史。劉悛在益州處事嚴格，遵從武帝之意；又以蕭道成在主政宋廷時和在位晚期都想鑄錢，惟先後因篡位及去世而中斷，在永明八年上表請在益州鑄錢，並稱州界內的蒙山有冶煉爐及銅礦，更宣稱那一帶正是漢代時鄧通銅山鑄錢之地，實行必有無窮利潤。齊武帝聽從，在那鑄得千多萬錢，卻因成本過高而停止。
永明十一年（493年），劉悛罷職以冠軍將軍還建康。同年武帝去世，皇太孫蕭昭業即位，不過那時蕭昭業埋怨劉悛呈獻的財寶沒有祖父時那麼多，下令有關部門將劉悛收付廷尉，更打算因此殺了他，在蕭鸞的申救下劉悛遇是被罰禁錮終身。延興元年（494年），蕭鸞廢殺蕭昭業，改立昭業弟蕭昭文為帝，自掌政權，先讓劉悛以白衣兼左民尚書，不久就正式任命他為左民尚書。同年蕭鸞再廢蕭昭文，自登帝位，是為齊明帝，加劉悛領驍騎將軍、駙馬都尉。建武二年（495年），因應北魏南侵並攻至壽陽，詔命劉悛以本官假節出鎮巢湖；後調任散騎常侍、右衞將軍，但因北魏攻勢猛烈，又詔劉悛出屯新亭（今江蘇南京市江寧區南）。永泰元年（498年）大司馬、會稽太守王敬則起兵反明帝，也詔以劉悛領兵出屯琅邪城。
劉悛不久又獲授五兵尚書領太子左衞率，但未拜官明帝就去世了。在明帝遺詔中推薦劉悛、蕭惠休及崔慧景給皇太子蕭寶卷作心腹親信人選。蕭寶卷即位後以劉悛為散騎常侍、五兵尚書、領驍騎將軍。不過，劉悛在衞送齊明帝靈柩到興安陵時路過父親戰死的朱雀桁時觸景傷情，竟在曲阿（今江蘇丹陽市）去世。享年六十一歲，追贈太常、散騎常侍、駙馬都尉，諡敬。

## 性格特徵
- 劉悛善於接物，在武陵內史任內即成功令當地吏民甚至蠻王和他建立情誼[4]。後來因著與齊武帝的舊情，憑自己奉迎技巧親附權貴，亦為其帶來不少財富，生活亦見奢華；乃至獲罪被禁錮時期仍有大量人和其來往[15]。
- 劉悛與齊武帝關係密切，二人關係由宋明帝在位時二人曾同時當值在殿內而結識開始。宋末時齊武帝還都時在長江中途遇上劉悛的船，也特意在那停留達十多日和他敍舊，更命兩名兒子蕭長懋及蕭子良整衣向劉悛作父友之敬[19]。至劉悛任太子中庶子時，作為皇太子的蕭賾也常常去見劉悛，一談就談到晚上，更賜其屏風帷帳[20]。齊武帝即位後，在劉悛長兼侍中時亦多次到訪劉悛家，也曾帶劉悛登蔣山，感歎：「貧賤之交不可忘，糟糠之妻不下堂。」更向劉悛明言這是在說他，他不會因現在當了皇帝了忘記他[21]。而劉悛亦將他任廣州刺史及司州刺史任內所積累的財寶都全部獻給齊武帝，乃至益州刺史任內也造了黃金浴盤等黃金製品打算獻給武帝，但卻遇上武帝去世。劉悛隨後對蕭昭業的奉獻及不上對武帝的多，更令得其遭蕭昭業報復[15]。
- 劉勔在桂陽王劉休範起兵一役戰死朱雀桁，劉悛其時患病仍在人攙扶下到那裏號哭尋找屍身，發現劉勔頸後有大傷口時更割下自己的頭髮用來蓋著。服喪時甚至冬天都不穿棉衣，而至兩年後蕭道成打算讓仍在守喪的劉悛領別軍攻打起兵的建平王劉景素，但看見他們兄弟都消瘦得樣子都變了，只好打消念頭。入齊後，劉悛外任司州刺史時取道壽陽，在那裏看見當地人為劉勔立的碑，向碑參拜時他又哭了起來。劉悛兄弟在劉勔死後都不再走朱雀桁，但最後在衞送山陵之際還是因取道朱雀桁觸景傷情而亡[22][18]。

## 子女
- 劉孺，南梁侍中
- 劉覽，南梁尚書左丞
- 劉遵，南梁太子中庶子
- 劉氏，嫁巴陵隱王蕭寶義
- 劉氏，嫁安陸王蕭寶晊[23]
- 刘氏，嫁南梁湘东王谘议参军褚湮

## 延伸阅读
[在维基数据编辑]
 《南齊書·卷37》，出自萧子显《南齊書》